# Vanilla OS
Vanilla OS es una distribución de GNU/Linux basada en Debian Sid y con el entorno de escritorio GNOME cuya principal peculiaridad es que se trata de un sistema inmutable con ciertas particiones de sólo lectura de forma similar a Fedora Silverblue u openSUSE MicroOS, entre otras.
Es mantenida por la empresa italiana Fabricators, SRL y un grupo de voluntarios.

## Características
En la página para obtener GNOME se dice:

Vanilla OS está diseñado para ser un sistema operativo confiable y productivo para su trabajo diario.  Siempre se incluye la última versión de GNOME en Vanilla OS, recibiendo las oportunas actualizaciones a través del ciclo de vida del sistema operativo.

### Instalación
El sistema usa una sesión reducida del escritorio GNOME para su instalación. A través de una interfaz escrita en GTK4 y libadwaita se pueden configurar las opciones propias de la instalación, como idioma, teclado o zona horaria, además de crear un usuario y elegir instalar aplicaciones y utilidades básicas, paquete ofimático o navegadores web.
Se puede elegir entre un tema claro u oscuro para el escritorio durante la instalación. De forma predeterminada el tema es claro.
Se necesitan varios reinicios para completar la instalación tras la cual salta un tour de bienvenida.

### Actualizaciones

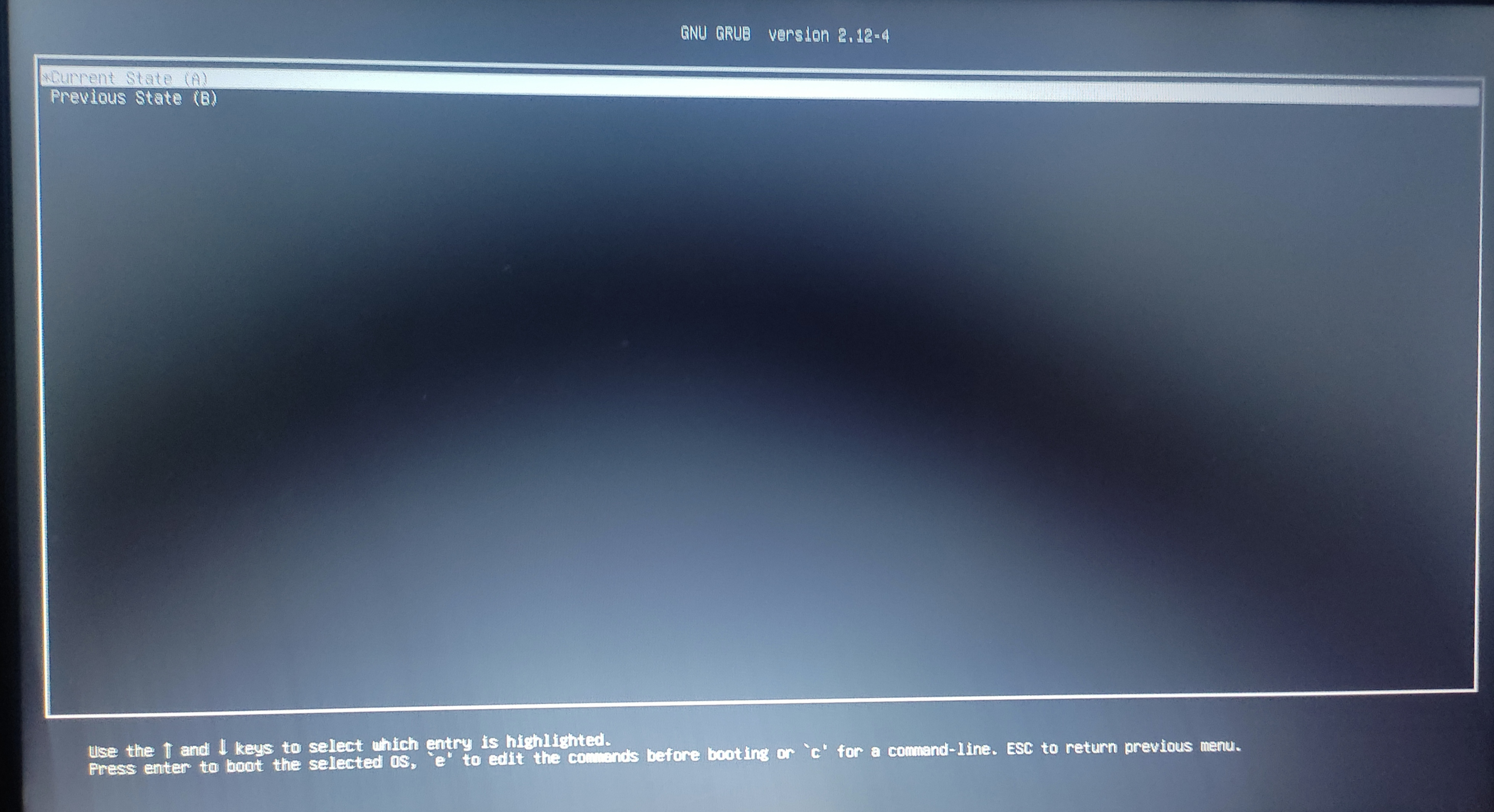
Foto de la pantalla del GRUB de Vanilla OS con los estados Actual (A) y Previo (B).

La distribución es un sistema inmutable y con actualizaciones atómicas a través de la utilidad ABRoot, que hace transacciones entre dos sistemas de archivos raíz A y B, alternando entre uno y otro al hacer un cambio. Las actualizaciones se ejecutan en segundo plano y se aplican tras reiniciar el sistema. Si se produjera un fallo catastrófico, se puede volver al estado anterior al del cambio al iniciar el GRUB.
El sistema se puede configurar para que busque actualizaciones diariamente, semanalmente, mensualmente o nunca.

### Gestión de paquetes
Se presenta una variedad de métodos para instalar paquetes de programas.
Al tener una base Debian pueden utilizarse dpkg y APT para instalar paquetes .deb. 
Se pueden usar los sistemas de Flatpak o AppImage.
Además Vanilla OS cuenta con un gestor de paquetes propio llamado Apx, con el que se pueden instalar contenedores con aplicaciones de cualquier distribución (Fedora, Ubuntu, Arch Linux, openSUSE, Alpine Linux, etc.). Se puede usar en la línea de comandos o a través de la interfaz Apx GUI.
Finalmente el sistema es compatible con aplicaciones de Android a través de Waydroid.

## Historia
La primera versión se basó en Ubuntu y llevó por ello la numeración 22.10. Se lanzó el 29 de diciembre de 2022. Su última versión, con numeración 2, se lanzó tras un año de desarrollo que implicó una reescritura completa del sistema, con una base híbrida de paquetes de Debian Sid y módulos de Vanilla Image Builder (Vib). Esta versión vino con el kernel Linux 6.9.8 y el entorno de escritorio GNOME 46 Kathmandu y se lanzó el 28 de julio de 2024.

## Lanzamientos
| Versión | Nombre en clave | Base   | Fecha de lanzamiento    |
| 22.10   | Kinetic         | Ubuntu | 29 de diciembre de 2022 |
| 2       | Orchid          | Debian | 28 de julio de 2024     |